# 에이지 오브 미쏠로지
"에이지 오브 미쏠로지"(Age of Mythology)는 앙상블 스튜디오가 개발한 실시간 전략 게임으로 마이크로소프트 게임 스튜디오가 발매했다.  북미에서는 2002년 10월 31일에, 유럽에서는 2002년 11월 14일에 발매되었다.
에이지 오브 엠파이어 시리즈의 외전작인 "에이지 오브 미쏠로지"는 역사적 실화보다 그리스, 이집트 그리고 노르드의 신화와 전설로부터 영감을 받았다. 여러 게임 요소들이 "에이지 오브 엠파이어" 시리즈와 유사하지만, 신화속 생물과 초자연적 힘이 현실을 초월하여 발생한다. 캠페인에서는 아틀란티스의 제독 아르칸토스를 따라 본의 아니게 세 지역를 돌아다니며, 포세이돈과 협력한 퀴클롭스에 대항한다.
"에이지 오브 미쏠로지"는 상업적으로 성공적이었는데, 발매 후 4달 동안 100만장 넘게 팔렸다. 2003년에는 확장팩 "에이지 오브 미쏠로지: 티탄의 복수가 발매되었다. 2014년 5월 8일에는 "에이지 오브 미쏠로지: 익스텐디드 에디션"이 스팀을 통해 윈도우로 발매되었다. 이어서 "에이지 오브 미쏠로지: 용의 이야기"가 2016년 1월 28일에 발매되었다. 2024년 9월 4일에는 리마스터작인 "에이지 오브 미쏠로지: 리톨드"가 발매되었다.

## 게임
다른 전략 시뮬레이션 게임과 마찬가지로, "에이지 오브 미쏠로지"는 기지를 발전·확장시켜 일꾼과 병력을 생산하고, 적 병력을 패퇴시키고 기지를 파괴하는 것이다. 그리하여, 플레이어는 상대 기지와 문명을 꺾고 정복한다. 플레이어는 기지를 4단계에 거친 "시대"의 발전으로 진일보한다: 고대 시대에서 시작하여 연구를 통해 고전 시대, 영웅 시대를 거쳐 최종적으로 신화 시대에 다다른다. 플레이어가 운영할 수 있는 각 연구와 병종은 상위 시대로 발전하면서 해금되어, 정착지 방어를 강화시킬 수 있다. 그러나, 시대 발전 연구를 하려면 막대한 양의 자원과 각 시대 발전에 필요한 건물을 먼저 건설해야 한다.
"에이지 오브 미쏠로지"에서는 세 문명을 선택하여 연구할 수 있다: 그리스, 이집트, 노르드. 각 문명 별로 각 문명의 주요신인 제우스, 라, 오딘을 비롯 "주신"을 셋 중 하나를 고를 수 있다.  플레이어는 대결 시작 전에 주신을 선택한다. 플레이어가 다음 시대로 발전할 때 "하위 신"을 선택해야 한다. 하위 신들은 주신들에 비해 역사적으로 덜 주목받았다. 일부 하위 신들 중에는 바스트와 아프로디테를 예로 들 수 있다. 모든 신들은 독자적인 연구, 신화 유닛, 그리고 고유 "신의 힘"(상대에 피해를 주거나, 아군에 혜택을 주는 일회성 특수 능력)을 가져다준다.
"에이지 오브 미쏠로지"에서는 4종의 자원이 있다: 식량, 목재, 금, 은총. 앙상블 스튜디오의 타 작들과는 이질적으로 암석이 자원이 아니다. 자원은 병력을 생산하고, 건물을 짓고, 연구 진행 등에 사용된다. 일꾼 유닛인 그리스의 주민, 노르드의 채집자와 난쟁이, 그리고 이집트의 노동자, 그리고 공통으로 주어지는 어선은 자원을 수집한다. 야생동물 수렵, 덤불 채집, 가축 수확, 경작, 어획을 통해 식량을 모을 수 있다. 목재는 나무를 베어서만 획득할 수 있고, 금은 금광에서 채광하거나 교역을 통해 모을 수 있다. 플레이어는 자원 수집 속도를 가속하는 연구를 할 수 있다. 은총은 문명별로 수집 방법이 다르다: 그리스는 주민들을 신전에서 기도하여, 이집트는 기념물을 건축해, 그리고 노르드는 수렵하거나 전투하거나 영웅을 보유하여 은총을 모을 수 있다. 은총을 제외한 자원은 플레이어의 시장에서 교환할 수 있다.

### 병력
게임 내 모든 유닛은 1에서 5에 해당하는 "인구수"를 차지한다. 추가적으로 집이나 마을 회관(기지의 중심 건물)을 지으면 최대 인구수를 늘릴 수 있고, 최대 300까지 늘릴 수 있다.
유닛은 7가지 병종으로 나뉜다: 보병, 원거리 병사, 기병,(전술한 세 병종은 인간 병사로 분류), 공성무기, 해상 유닛, 영웅, 신화 유닛(신화 속 괴물 및 기타 생명체) 각 병종 간 전투에서 가위바위보처럼 상성이 적용된다. 예를 들어 보병은 기병에 추가 피해를 주며, 기병은 원거리 병사에게 추가 피해를 주고, 원거리 병사도 보병에 추가 피해를 준다. 해상의 선박들 사이에도 궁사선>망치선>공성선>궁사선으로 가위바위보 상성이 작용한다. 공성무기는 비슷한 상성구도가 적용되지 않는데 기병에 취약하지만 빠르게 구조물을 파괴할 수 있다. 영웅들은 인간을 상대로 막대한 피해를 줄 수 있는 신화 유닛을 효과적으로 상대할 수 있다. 영웅들은 유물을 모을 수가 있는데, 아군 신전에 유물을 두면 플레이어에게 경제적 혹은 군사적 혜택을 받을 수 있다. 대부분의 유닛들은 연구를 통해 특정 작업의 성능을 개량할 수 있다.

### 구조물
"에이지 오브 미쏠로지"의 구조물은 3가지 분류로 나눌 수 있다: 경제, 군사, 방어. 가장 중요한 경제 구조물은 마을회관인데, "에이지 오브 엠파이어" 시리즈의 작품들과 동명인 건물들과 유사하다. 대부분의 일꾼 유닛들은 마을 회관에서 생산되며, 몇 가지 연구를 할 수 있다. 또한, 플레이어는 마을 회관에서 시대 발전 연구를 할 수 있다. 마을 회관은 인구수 15를 제공하며, 집을 1채 지을 때마다 최대 인구수가 10씩 늘어난다. 영웅 시대에 도달하면, 플레이어는 마을 회관이 지어지지 않은 정착지를 차지해 최대 인구수를 늘릴 수 있다. 특정 상황에서는 모든 마을 회관을 독점하면 승리 초읽기를 자동으로 시작할 수 있다. 그 외의 경제 구조물로는 농장이나 시장이 있다.
건물에서 연구를 진행할 수 있고, 다른 플레이어에게 자원을 전달할 수 있다. 군사 구조물에서는 일꾼과 신화 유닛을 제외한 유닛을 생산할 수 있다. 이 구조물의 명칭은 문명과 사용 목적에 따라 다르지만, 모두 유사한 유닛들을 생산한다. 군사 구조물에서는 갑옷 개량, 공격력 향상 등의 병종별 연구를 진행할 수 있다.
성벽과 탑은 방어 구조물로, 유닛을 생산하지 않는 순수 방어 목적 건물이다. 이 건물로도 연구를 진행해 방어 구조물의 성능을 향상할 수 있다. 분류 외의 건물로는 불가사의가 있다: 이 건물은 각 문명의 건축적 성과를 나타내는 거대 구조물이다. 특정 게임 모드에서는 불가사의를 지으면 10분 초읽기가 시작한다. 초읽기가 끝나고도 불가사의가 남아 있으면, 불가사의를 지은 플레이어가 승리한다.

## 캠페인
캠페인은 아틀란티스의 장군 아르칸토스가 게임 상에서의 세 종족 각각의 땅을 여행하면서 발생하는 이야기로 이루어져 있으며, 총 32가지의 미션이 있다.

## 확장팩
확장팩인 《티탄의 복수》는 2003년 8월 23일 발매되었다.

## 한글판
한국마이크로소프트는 게임의 완벽한 한글화 뿐만 아니라, 국내 성우들을 기용해 게임에 등장하는 캐릭터 목소리를 더빙했다. 한국어는 캠페인에 등장하는 영상부분에서만 등장하며 유닛을 클릭했을 때에는 오리지널판의 외국어 목소리가 나온다.

## 평가
| 평가 |               |
| --- | ------------- |
| 통합 점수 통합사 점수 게임랭킹스 89% [ 18 ] 메타크리틱 89/100 [ 19 ] 평론 점수 평론사 점수 게임 인포머 9.5 out of 10 [ 20 ] 게임 레볼루션 B+ [ 21 ] 게임스팟 9.2 out of 10 [ 13 ] IGN 9.3 out of 10 [ 22 ] PC 게이머 (US) 86% [ 23 ] |               |
| 통합 점수 |               |
| 통합사 | 점수          |
| 게임랭킹스 | 89%           |
| 메타크리틱 | 89/100        |
| 평론 점수 |               |
| 평론사 | 점수          |
| 게임 인포머 | 9.5 out of 10 |
| 게임 레볼루션 | B+            |
| 게임스팟 | 9.2 out of 10 |
| IGN | 9.3 out of 10 |
| PC 게이머 (US) | 86%           |

## 참고
1. ↑  익스텐디드 에디션은 스카이박스 랩스와 포가튼 엠파이어스에서 개발.